# Campionati del mondo di atletica leggera 2009 - Staffetta 4×400 metri maschile
La staffetta 4×400 metri femminile dei campionati del mondo di atletica leggera 2009 si è svolta il 22 e il 23 agosto. Hanno partecipato 13 squadre.
L'oro è stato vinto dalla squadra statunitense formata da Angelo Taylor, Jeremy Wariner, Kerron Clement e LaShawn Merritt (più Lionel Larry e Bershawn Jackson che hanno gareggiata solo in batteria), con il tempo di 2'57"86, prima mondiale stagionale. Argento e bronzo sono stati vinti, rispettivamente, dalla Gran Bretagna e dall'Australia.
Lo standard per partecipare era di 3'03"30.

## Batterie
Si qualificano alla finale le prime tre squadre classificate di ogni batteria più le due migliori escluse.

### Batteria 1
| Pos. | Nazione       | Atleti                                                                        | Tempo   | Note                                     |
| ---- | ------------- | ----------------------------------------------------------------------------- | ------- | ---------------------------------------- |
| 1    | Stati Uniti   | Lionel Larry, Kerron Clement, Bershawn Jackson, Angelo Taylor                 | 3'01"40 |                                          |
| 2    | Francia       | Leslie Djhone, Teddy Venel, Yannick Fonsat, Yoann Décimus                     | 3'01"65 | Miglior prestazione personale stagionale |
| 3    | Gran Bretagna | Conrad Williams, Robert Tobin, Dai Greene, Martyn Rooney                      | 3'01"91 |                                          |
| 4    | Australia     | Joel Milburn, Tristan Thomas, Ben Offereins, Sean Wroe                        | 3'02"04 | Miglior prestazione personale stagionale |
| 5    | Nigeria       | Saul Weigopwa, Noah Akwu, Amaechi Morton, Bola Gee Lawal                      | 3'02"36 |                                          |
| 6    | Russia        | Maksim Dyldin, Valentin Kruglyakov, Konstantin Svechkar, Aleksandr Derevyagin | 3'02"78 |                                          |

### Batteria 2
| Pos. | Nazione               | Atleti                                                                  | Tempo        | Note                                     |
| ---- | --------------------- | ----------------------------------------------------------------------- | ------------ | ---------------------------------------- |
| 1    | Belgio                | Antoine Gillet, Cédric Van Branteghem, Nils Duerinck, Kévin Borlée      | 3:02"13      | Miglior prestazione personale stagionale |
| 2    | Repubblica Dominicana | Gustavo Cuesta, Arismendy Peguero, Yoel Tapia, Félix Sánchez            | 3'02"76      |                                          |
| 3    | Polonia               | Piotr Klimczak, Marcin Marciniszyn, Rafał Wieruszewski, Jan Ciepiela    | 3'03"23      | Miglior prestazione personale stagionale |
| 4    | Germania              | Martin Grothkopp, Kamghe Gaba, Eric Krüger, Ruwen Faller                | 3'03"52      |                                          |
| 5    | Giamaica              | Leford Green, Ricardo Chambers, Isa Phillips, Jermaine Gonzales         | 3'04.45      |                                          |
| 6    | Sudafrica             | Ofentse Mogawane, Jacob Mothsodi Ramokoka, Sibusiso Sishi, Pieter Smith | 3'07"88      |                                          |
|      | Bahamas               | Ramon Miller, Avard Moncur, LaToy Williams, Nathaniel McKinney          | squalificati | squalificati                             |

## Finale
| Pos. | Nazione               | Atleti                                                             | Tempo   | Note                                     |
| ---- | --------------------- | ------------------------------------------------------------------ | ------- | ---------------------------------------- |
| 1    | Stati Uniti           | Angelo Taylor, Jeremy Wariner, Kerron Clement, LaShawn Merritt     | 2'57"86 | Miglior prestazione mondiale stagionale  |
| 2    | Gran Bretagna         | Conrad Williams, Michael Bingham, Robert Tobin, Martyn Rooney      | 3'00"53 | Miglior prestazione personale stagionale |
| 3    | Australia             | John Steffensen, Ben Offereins, Tristan Thomas, Sean Wroe          | 3'00"90 | Miglior prestazione personale stagionale |
| 4    | Belgio                | Antoine Gillet, Kévin Borlée, Nils Duerinck, Cedric van Branteghem | 3'01"88 | Miglior prestazione personale stagionale |
| 5    | Polonia               | Marcin Marciniszyn, Piotr Klimczak, Kacper Kozłowski, Jan Ciepiela | 3'02"23 | Miglior prestazione personale stagionale |
| 6    | Repubblica Dominicana | Arismendy Peguero, Yon Soriano, Yoel Tapia, Félix Sánchez          | 3'02"47 |                                          |
| 7    | Francia               | Leslie Djhone, Teddy Venel, Yannick Fonsat, Yoann Décimus          | 3'02"65 |                                          |
| 8    | Nigeria               | Saul Weigopwa, Noah Akwu, Amaechi Morton, Bola Gee Lawal           | 3'02"73 |                                          |